# Сборная Кирибати по футболу
Сбо́рная Кириба́ти по футбо́лу (англ. Kiribati national football team) — национальная футбольная сборная Кирибати, управляемая Футбольной ассоциацией Кирибати (КИФА). Федерация футбола Кирибати основана в 1980 году. Ассоциированный член ФИФА — с 1985, ОФК — с 1984, NF-Board — с 10 декабря 2005 года (после распада NF-Board стала членом КНФА в 2013 году). За всю свою историю сборная Кирибати провела всего лишь 10 матчей и проиграла все с общим счетом 4:119.

## История
Футбол в Кирибати появился в начале 1950-х, но его нельзя было назвать даже любительским — играли ради развлечения, без всяких правил. В 1960-е в стране образовались первые футбольные комитеты, футбол стал более организованным, а на Рождество, Пасху и национальные праздники проводились матчи между деревнями. В 1980 была основана единая Футбольная ассоциация Кирибати, а первый национальный футбольный турнир состоялся в 1984, в нём участвовали даже самые дальние острова страны. C тех пор такие турниры стали проводиться ежегодно. В то время были организованы специальные семинары, в обязанности которых входило обучение местных рефери и тренеров.

## История выступлений
| Дата            | Место проведения | Соперник             | Результат |
| 5 сентября 2011 | Новая Каледония  | Таити                | 1:17      |
| 3 сентября 2011 | Новая Каледония  | Папуа — Новая Гвинея | 1:17      |
| 1 сентября 2011 | Новая Каледония  | Острова Кука         | 0:3       |
| 30 августа 2011 | Новая Каледония  | Фиджи                | 0:9       |
| 7 июля 2003     | Фиджи            | Вануату              | 0:18      |
| 5 июля 2003     | Фиджи            | Фиджи                | 0:12      |
| 3 июля 2003     | Фиджи            | Соломоновы Острова   | 0:7       |
| 30 июня 2003    | Фиджи            | Тувалу               | 2:3       |
| 1 сентября 1979 | Фиджи            | Папуа — Новая Гвинея | 0:13      |
| 30 августа 1979 | Фиджи            | Фиджи                | 0:24      |